# Alfeo Zanini
Alfeo Zanini (La Valle Agordina, 17 giugno 1923 – Venezia, 30 marzo 1981) è stato un partigiano e politico italiano.

## Biografia
Dopo l'Armistizio di Cassibile entrò nella Resistenza partigiana attiva nell'Agordino. Questa esperienza lo portò ad aderire al socialismo, ma, fervente cattolico, passò quasi subito nell'ala di sinistra della Democrazia Cristiana.
Trasferitosi a Venezia, prese parte attiva nella politica di quel Comune. Fu tra i sostenitori di un accordo tra democristiani e socialisti a livello nazionale, vista l'esperienza della giunta veneziana composta da DC e PSDI con l'appoggio esterno del PSI. Quando quest'ultimo chiese di entrare attivamente nell'amministrazione, nel 1958, le gerarchie ecclesiastiche si opposer e ne seguì una crisi interna alla DC con la fuoriuscita di alcuni membri (come Wladimiro Dorigo). Zanini, dal canto suo, rimase nel partito e anzi fu eletto segretario provinciale, ruolo che ricoprì per undici anni.
Per sua scelta, in questo periodo non assunse alcun incarico amministrativo (alle politiche del 1968 aveva tentato, senza successo, di entrare in Senato) e solo nel 1970 entrò nel consiglio comunale di Venezia divenendone capogruppo. Due anni dopo lasciò l'incarico essendo stato eletto deputato alla politiche del 1972. Alle politiche del 1976 si ricandidò nuovamente, ma non venne eletto.